# Гай Фаний (консул 122 пр.н.е.)
Вижте пояснителната страница за други личности с името Гай Фаний.
Гай Фаний Страбон (на латински: Gaius Fannius) e добър офицер, голям оратор и държавник на Римската република през 2 век пр.н.е. Освен това той принадлежи към отличните историци, които и в политиката са играли голяма роля. Писал е анали, в които пише за началните и актуалните години на Рим. Той е в кръга на Публий Корнелий Сципион Емилиан Африкански.

## Биография
Гай Фаний е син на Гай Фаний Страбон (консул 161 пр.н.е.). През 146 пр.н.е. е народен трибун заедно с Тиберий Гракх и пръв се катери на стените на Картаген.
През 122 пр.н.е. e избран за консул чрез влиянието на Гай Гракх. Когато Гай Гракх дава заявка в Сената за даване на пълни граждански права на латините и на италиките латинско гражданство, Гай Фаний се дистанцира от партията на Гракх.
Той е зет на Лелий. Цицерон само го споменава.